# 葉室麟
葉室 麟（はむろ りん、1951年〈昭和26年〉1月25日 - 2017年〈平成29年〉12月23日）は、日本の小説家。福岡県北九州市小倉生まれ、本名は本畑雄士。

## 概要
福岡県立明善高等学校、西南学院大学文学部外国語学科フランス語専攻をそれぞれ卒業し、地方紙記者やラジオニュース担当などを経て、2005年に江戸時代元禄期の絵師尾形光琳と陶工尾形乾山の兄弟を描いた『乾山晩愁』で第29回歴史文学賞を受賞した。
50歳から創作を始めて4年後に文壇デビューした。2007年に『銀漢の賦』で第14回松本清張賞、2012年に『蜩ノ記』で第146回直木三十五賞、それぞれを受賞し、久留米市を拠点として敗者や弱者の視点を大切にした歴史時代小説を生み出した。
2017年12月23日午前2時に病のため福岡市の病院で66歳で他界する。死因は公表していない。
2018年8月17日に都内でお別れの会が開かれ、直木賞作家東山彰良は「葉室さんは作品に自身の美学や哲学を込めていた。それはどんなにぶざまでも、どんなに理解されなくても、正しいことは美しいのだという美学。その美しさがきっと、誰かを救うという信念の下に小説を書いていた」、直木賞作家安部龍太郎は「優しく、思いやりが深い。自分よりも人のことを先に考える。人の痛みが分かる苦労人でもあった」とそれぞれ語る。

## 受賞歴
太字は受賞
- 2005年 - 『乾山晩愁』で第29回歴史文学賞受賞。
- 2007年 - 『銀漢の賦』で第14回松本清張賞受賞。
- 2009年 - 『いのちなりけり』で第140回直木三十五賞候補。
- 2009年 - 『秋月記』で第22回山本周五郎賞候補。第141回直木三十五賞候補。
- 2009年 - 『いのちなりけり』で第15回中山義秀文学賞候補。
- 2010年 - 『花や散るらん』で第142回直木三十五賞候補。
- 2011年 - 『恋しぐれ』で第145回直木三十五賞候補。
- 2012年 - 『蜩ノ記』で第146回直木三十五賞受賞。
- 2012年 - 『千鳥舞う』で第2回本屋が選ぶ時代小説大賞候補。
- 2016年 - 『鬼神の如く 黒田叛臣伝』で第20回司馬遼太郎賞受賞。

## 作品リスト

### 小説

#### 秋月藩シリーズ
- 秋月記（角川書店 2009年1月 / 角川文庫 2011年12月）
- 蒼天見ゆ（KADOKAWA 2015年5月 / 角川文庫 2017年12月）

#### 羽根藩シリーズ
- 蜩ノ記（祥伝社 2011年10月 / 祥伝社文庫 2013年11月）
- 潮鳴り（祥伝社 2013年10月 / 祥伝社文庫 2016年5月）
- 春雷（祥伝社 2015年3月 / 祥伝社文庫 2017年9月）
- 秋霜（祥伝社 2016年5月 / 祥伝社文庫 2019年4月）
- 草笛物語（KADOKAWA 2017年9月 / 祥伝社文庫 2020年9月）

#### 黒島藩シリーズ
- 陽炎の門（講談社 2013年4月 / 講談社文庫 2016年4月）
- 紫匂う（講談社 2014年4月 / 講談社文庫 2016年10月）
- 山月庵茶会記（講談社 2015年4月 / 講談社文庫 2017年4月）

#### 扇野藩シリーズ
- 散り椿（角川書店 2012年2月 / 角川文庫 2014年12月）
- さわらびの譜（角川書店 2013年10月 / 角川文庫 2015年12月）
- はだれ雪（KADOKAWA 2015年12月 / 角川文庫【上・下】 2018年8月）
- 青嵐の坂（KADOKAWA 2018年5月 / 角川文庫 2021年8月）

#### 雨宮蔵人シリーズ
- いのちなりけり（文藝春秋 2008年8月 / 文春文庫 2011年2月）
- 花や散るらん（文藝春秋 2009年11月 / 文春文庫 2012年10月）
- 影ぞ恋しき（文藝春秋 2018年9月 / 文春文庫【上・下】 2021年5月）

#### その他の小説
- 乾山晩愁（新人物往来社 2005年10月 / 角川文庫 2008年12月）
  - 乾山晩愁 / 永徳翔天 / 等伯墓影 / 雪信花匂 / 一蝶幻景
- 実朝の首（新人物往来社 2007年5月 / 角川文庫 2010年5月）
- 銀漢の賦（文藝春秋 2007年7月 / 文春文庫 2010年2月）
- 風渡る（講談社 2008年7月 / 講談社文庫 2012年5月）
- 風の王国 官兵衛異聞（講談社 2009年9月）
  - 【改題】風の軍師 黒田官兵衛（講談社文庫 2013年2月）
- オランダ宿の娘（早川書房 ハヤカワ・ミステリワールド 2010年3月 / ハヤカワ文庫 2012年4月）
- 柚子の花咲く（朝日新聞出版 2010年6月 / 朝日文庫 2013年10月）
- 橘花抄（新潮社 2010年10月 / 新潮文庫 2013年4月）
- 川あかり（双葉社 2011年1月 / 双葉文庫 2014年2月）
- 恋しぐれ（文藝春秋 2011年2月 / 文春文庫 2013年8月）
- 刀伊入寇 藤原隆家の闘い（実業之日本社 2011年6月 / 実業之日本社文庫 2014年6月）
- 星火瞬く（講談社 2011年8月 / 講談社文庫 2014年8月）
- 冬姫（集英社 2011年12月 / 集英社文庫 2014年11月）
- 無双の花（文藝春秋 2012年1月 / 文春文庫 2014年7月）
- 霖雨（PHP研究所 2012年5月 / PHP文芸文庫 2014年11月）
- 千鳥舞う（徳間書店 2012年7月 / 徳間文庫 2015年1月）
- この君なくば（朝日新聞出版 2012年10月 / 朝日文庫 2015年10月）
- 螢草（双葉社 2012年12月 / 双葉社文庫 2015年11月）
- おもかげ橋（幻冬舎 2013年1月 / 幻冬舎文庫 2015年6月）
- 春風伝（新潮社 2013年2月 / 新潮文庫2015年9月）
- 月神（角川春樹事務所 2013年7月 / ハルキ文庫 2015年8月）
- 山桜記（文藝春秋 2014年1月 / 文春文庫 2016年7月）
- 天の光（徳間書店 2014年6月 / 徳間文庫 2016年12月）
- 緋の天空（集英社 2014年8月 / 集英社文庫 2017年5月）
- 風花帖（朝日新聞出版 2014年10月 / 朝日文庫 2016年10月）
- 峠しぐれ（双葉社 2014年12月 / 双葉文庫 2017年10月）
- 影踏み鬼 新撰組篠原泰之進日録（文藝春秋 2015年1月 / 文春文庫 2017年10月）
- 鬼神の如く 黒田叛臣伝（新潮社 2015年8月 / 新潮文庫 2018年9月）
- 風かおる（幻冬舎 2015年9月 / 幻冬舎文庫 2018年4月）
- 草雲雀（実業之日本社 2015年10月 / 実業之日本社文庫 2018年12月）
- 神剣 人斬り彦斎（角川春樹事務所 2016年2月 / ハルキ文庫 2018年6月）
- 辛夷の花（徳間書店 2016年4月 / 徳間時代小説文庫 2019年2月）
- 津軽双花（講談社 2016年7月 / 講談社文庫 2019年12月）
- 孤篷のひと（KADOKAWA 2016年9月 / 角川文庫 2019年8月）
- あおなり道場始末（双葉社 2016年11月 / 双葉文庫 2019年6月）
- 墨龍賦（PHP研究所 2017年1月 / PHP文芸文庫 2019年11月）
- 風のかたみ（朝日新聞出版 2017年3月 / 朝日文庫 2020年10月）
- 潮騒はるか（幻冬舎 2017年5月 / 幻冬舎文庫 2020年6月）
- 嵯峨野花譜（文藝春秋 2017年7月 / 文春文庫 2020年4月）
- 大獄 西郷青嵐賦（文藝春秋 2017年11月 / 文春文庫 2020年12月）
- 天翔ける（KADOKAWA 2017年12月 / 角川文庫 2021年2月）
- 玄鳥さりて（新潮社 2018年1月 / 新潮文庫 2021年9月）
- 雨と詩人と落花と（徳間書店 2018年3月 / 徳間文庫 2020年1月）
- 蝶のゆくへ（集英社 2018年8月 / 集英社文庫 2021年6月）
- 暁天の星（PHP研究所 2019年5月）
- 星と龍（朝日新聞出版 2019年11月）
- 約束（文春文庫 2021年12月）[注 1]

### アンソロジー
「」内が葉室麟の作品
- 決戦！関ケ原（講談社 2014年11月 / 講談社文庫 2017年7月）「孤狼なり」
- 決戦！大阪城（講談社 2015年5月 / 講談社文庫 2017年11月）「鳳凰記」
- 決戦！本能寺（講談社 2015年11月 / 講談社文庫 2018年3月）「鷹、翔ける」
- 決戦！忠臣蔵（講談社 2017年3月）「鬼の影」
- 決戦！新選組（講談社 2017年5月 / 講談社文庫 2020年5月）「鬼火」
- 決戦！関ケ原2（講談社 2017年7月 / 講談社文庫 2019年8月）「ダミアン長政」

### 随筆
- 柚子は九年で 随筆集（西日本新聞社 2012年4月 / 文春文庫 2014年3月）
- たそがれ官兵衛（2010年4月19日 - 6月30日 『西日本新聞』連載）
- 日本人の肖像（講談社 2016年8月） - 『毎日新聞』連載
- 古都再見（新潮社 2017年6月 / 新潮文庫 2020年2月） - 『週刊新潮』連載
- 河のほとりで （文春文庫 2018年2月）
- 葉室麟 洛中洛外をゆく。（ベストセラーズ 2018年6月）
- 曙光を旅する（朝日新聞出版 2018年11月）

## メディアミックス

### 映画
- 蜩ノ記（2014年10月4日公開、配給：東宝、監督：小泉堯史、主演：役所広司）
- 散り椿（2018年9月28日公開、配給：東宝、監督：木村大作、主演：岡田准一）

### テレビドラマ
- 風の峠〜銀漢の賦〜（2015年1月15日 - 2月19日、NHK総合「木曜時代劇」、主演：中村雅俊）[16]
- 螢草 菜々の剣（2019年7月26日 - 9月6日、NHK BSプレミアム「BS時代劇」 / 2020年1月25日 - 3月21日、NHK総合「土曜時代ドラマ」、主演：清原果耶）[17] [18]

### ラジオドラマ
- 蜩ノ記（2012年6月18日 - 6月29日、NHK-FMラジオ「青春アドベンチャー」、主演：寿大聡、全10回）
- 螢草（2013年5月26日 - 6月30日、NHKラジオ第1放送「新日曜名作座」、主演：竹下景子、全6回）
- あおなり道場始末（2017年5月29日 - 6月9日、NHK-FMラジオ「青春アドベンチャー」、出演：橋本淳 他、全10回）

## メディア出演
- 鬼が舞う!鬼は神!人も舞う!〜奥三河・天竜の懐に残る花祭〜（2016年6月4日、BS朝日） - ナビゲーター
- 究極のおもてなし〜天下を動かした一服の茶〜（2017年5月3日、NHK総合） - ナビゲーター

## 逝去後の関連企画ほか
- お別れの会（2018年8月17日、帝国ホテル） - 挨拶：作家・安部龍太郎、作家・東山彰良、作家・朝井まかて、ほか
- 没後2年追悼シンポジウム「葉室麟さん 最後の小説『暁天の星』『星と龍』を読む」（2020年1月24日、西南学院大学百年館） - 主催：シンポジウム「葉室麟作品を語る」実行委員会 共催：西南学院大学ことばの力養成講座 司会：佐々木亮（朝日新聞記者） ゲスト：作家・東山彰良、立花家資料館館長・植野かおり、九大教授・南野森、作家・澤田瞳子